# Barney (Dakota del Nord)
Barney è un centro abitato (city) degli Stati Uniti d'America, situato nella Contea di Richland, nello Stato del Dakota del Nord. Nel censimento del 2000 la popolazione era di 69 abitanti. La città è stata fondata nel 1899. Appartiene all'area micropolitana di Wahpeton.

## Geografia fisica
Secondo i rilevamenti dell'United States Census Bureau, la località di Barney si estende su una superficie di 0,4 km², tutti occupati da terre.

## Popolazione
Secondo il censimento del 2000, a Barney vivevano 69 persone, ed erano presenti 17 gruppi familiari. La densità di popolazione era di 167 ab./km². Nel territorio comunale si trovavano 28 unità edificate. Per quanto riguarda la composizione etnica degli abitanti, il 100% era bianco.
Per quanto riguarda la suddivisione della popolazione in fasce d'età, il 33,3% era al di sotto dei 18, il 7,2% fra i 18 e i 24, il 21,7% fra i 25 e i 44, il 26,1% fra i 45 e i 64, mentre infine l'11,6% era al di sopra dei 65 anni di età. L'età media della popolazione era di 36 anni. Per ogni 100 donne residenti vivevano 76,9 maschi.